# کتابخانه ملی کرمان
کتابخانه ملی کرمان (کارخانه ریسندگی خورشید) مربوط به دوره پهلوی اول است و در کرمان، خیابان شهیدرجائی، خورشید واقع شده و این اثر در تاریخ ۳۰ شهریور ۱۳۷۸ با شمارهٔ ثبت ۲۴۱۹ به‌عنوان یکی از آثار ملی ایران به ثبت رسیده‌است.
بنای کنونی کتابخانه مرکزی کرمان نزدیک به ۹۰ سال پیش، توسط عده ای از تجار کرمانی و یزدی، با عنوان کارخانه پشم ریسی و پنبه پاک کنی ساخته شد این بنا توسط علیمحمد راوری معمار معروف کرمانی ساخته و به پایان رسید و تا ۴۰ سال قبل این فعالیت ادامه داشت و پس از آن تا سال ۱۳۶۸ کارخانه تعطیل و به یک ساختمان خالی تبدیل شد. در سال ۱۳۶۸ این ساختمان از وجود دستگاه‌ها خالی و بازسازی شد و مدتی با نام مرکز کرمان‌شناسی شروع به فعالیت کرد. این بنا در سال ۱۳۷۰، همزمان با کنگره جهانی خواجوی کرمانی، با همکاری سازمان میراث فرهنگی به کتابخانه ملی تبدیل شد. تعداد کتابهای موجود در کتابخانه ۱۲۱ هزار جلد می‌باشد و بیش از ۳۰ نفر کتابدار در این کتابخانه فعالیت می‌کنند. این بنا مربوط به دوره پهلوی اول است و در کرمان، خیابان شهیدرجائی، (خورشید سابق) واقع شده و در تاریخ ۳۰ شهریور ۱۳۷۸ با شماره ثبت ۲۴۱۹ به‌عنوان یکی از آثار ملی ایران به ثبت رسیده‌است. در مهرماه سال ۱۳۷۱، این ساختمان، با اضافه کردن مخازن کتاب به کتابخانه مرکزی (ملی) تبدیل شد. کتابخانه مرکزی کرمان در حال حاضر، با دارا بودن بخش‌های گوناگونی مانند پذیرش، خدمات فنی، امانت، مرجع، نسخه‌های خطی و چاپ سنگی، منابع دیداری- شنیداری، کرمان‌شناسی، نمایشگاه تازه‌های کتاب، کتابخانه نابینایان، کتابخانه کودک، کتابخانه تخصصی دفاع مقدس، بخش جستجوی کتاب و سالن‌های مطالعه، در خدمت مراجعان محترم است.

عکس: علی اکبر عبدالرشیدی

## نگارخانه

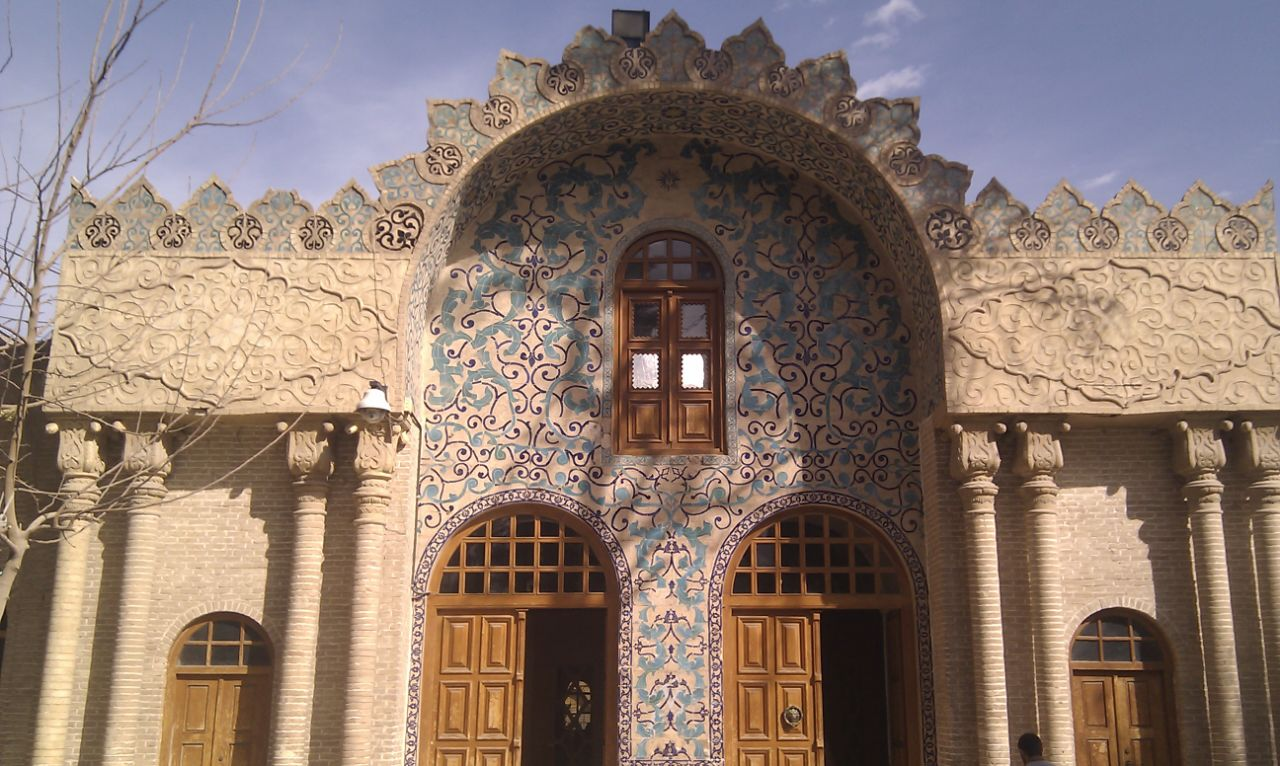
سردر کتابخانه
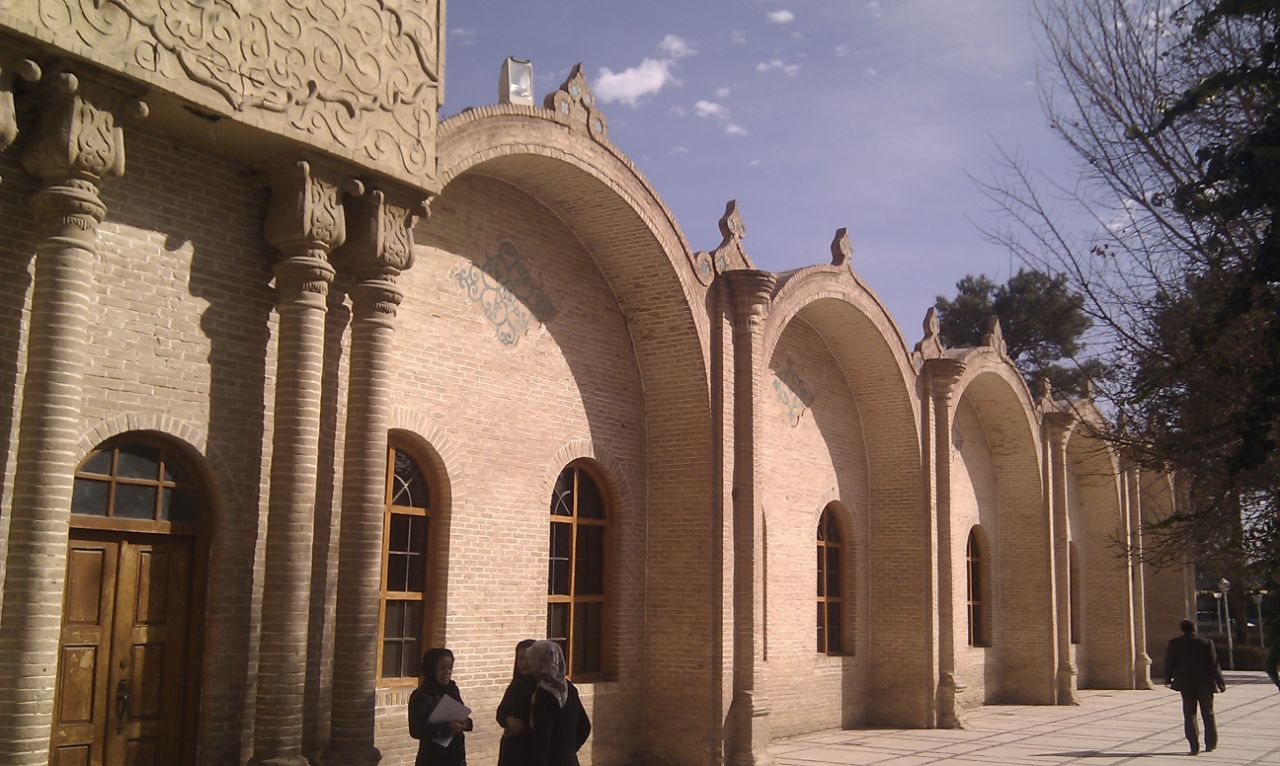
محوطه بیرون کتابخانه
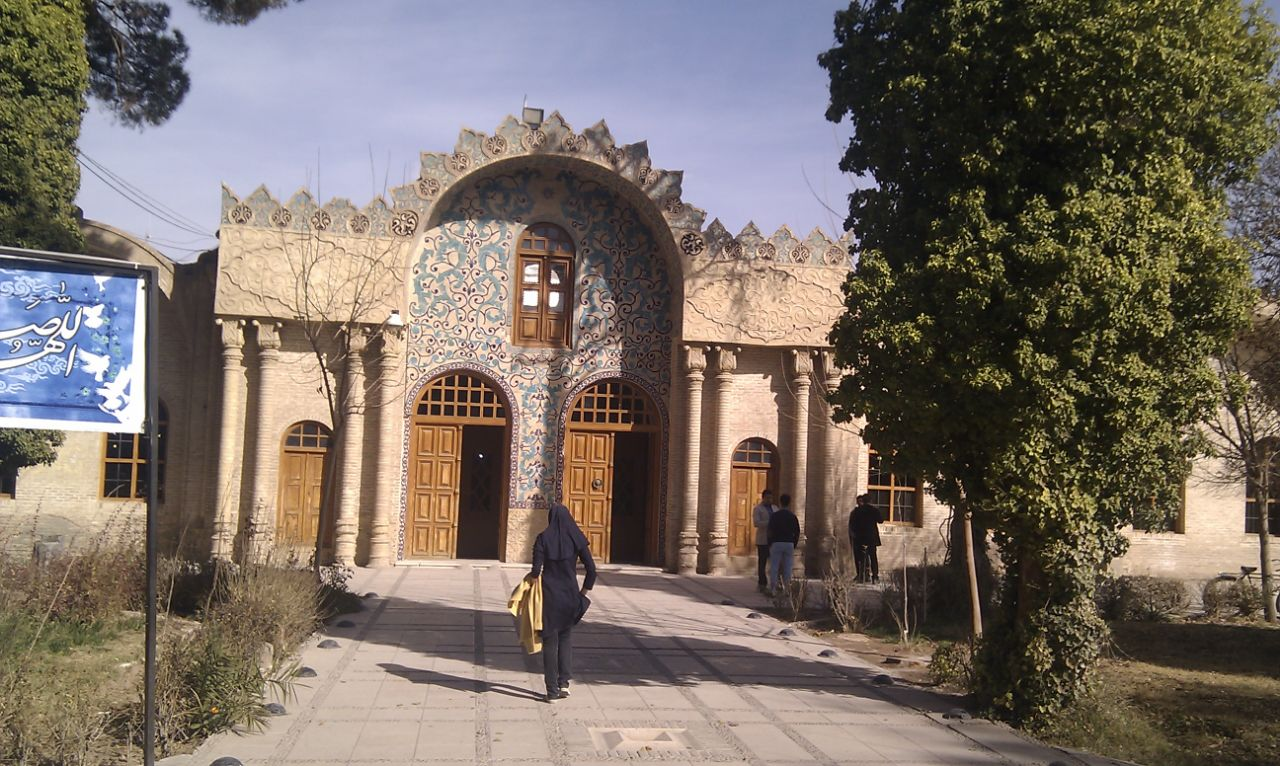
سردر کتابخانه
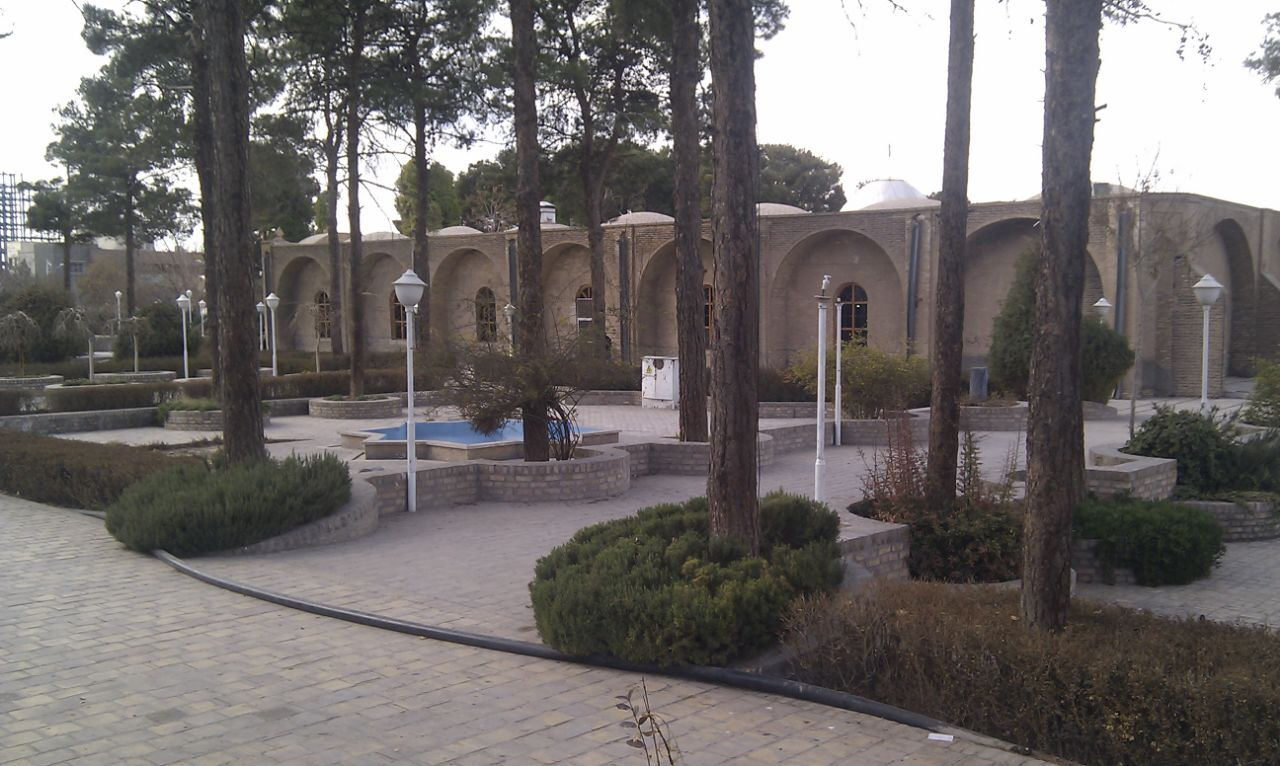
محوطه بیرون کتابخانه
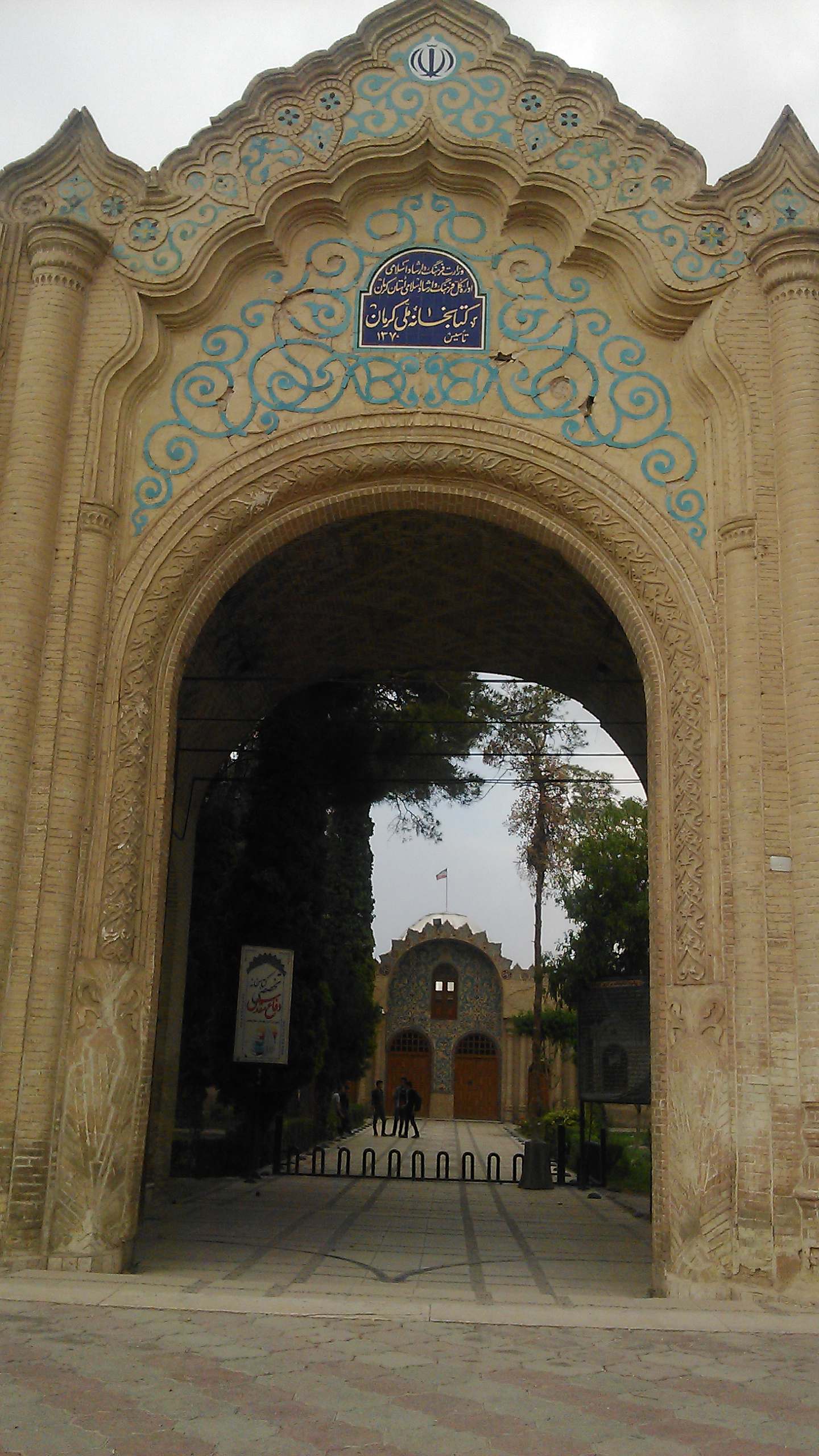
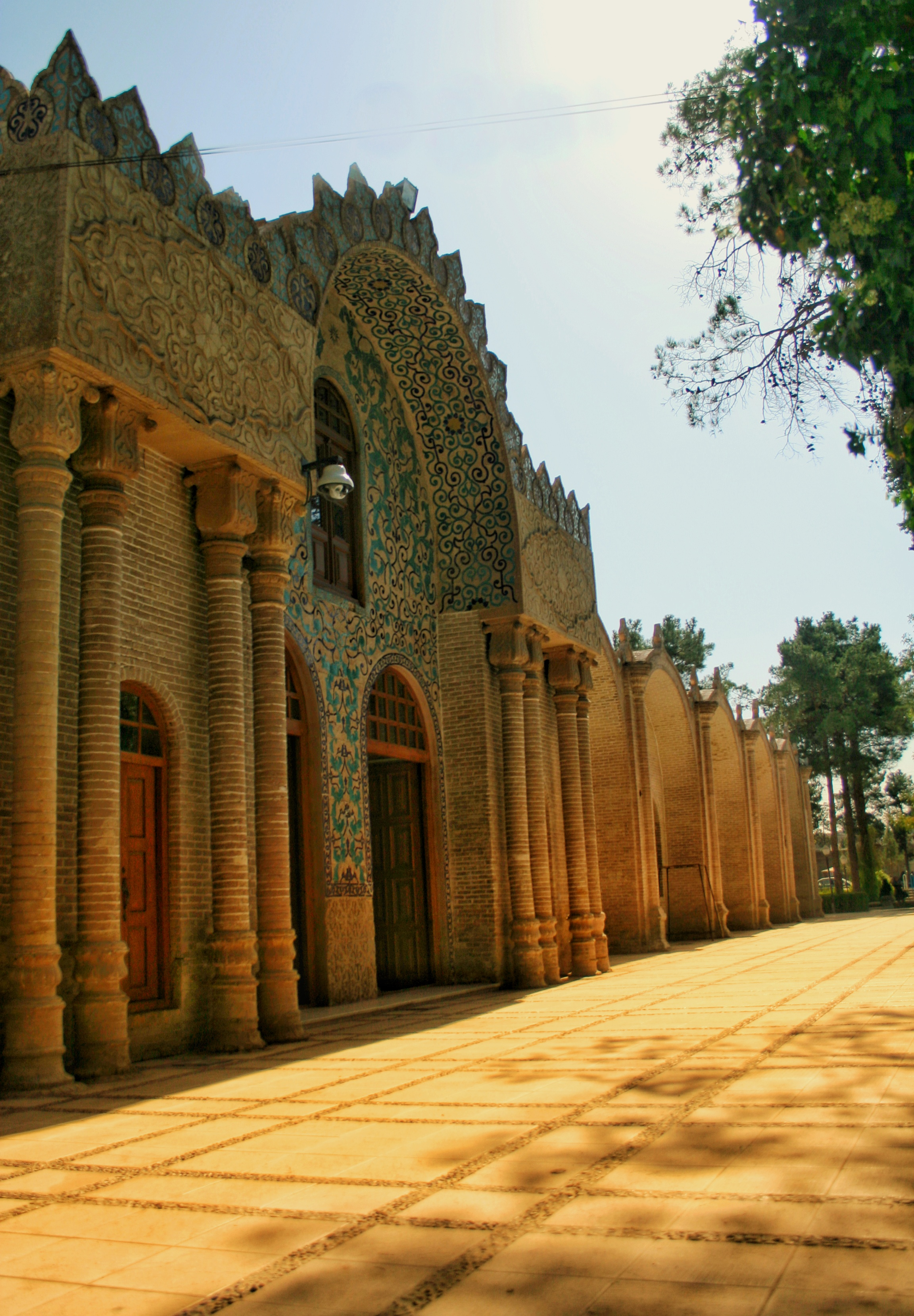
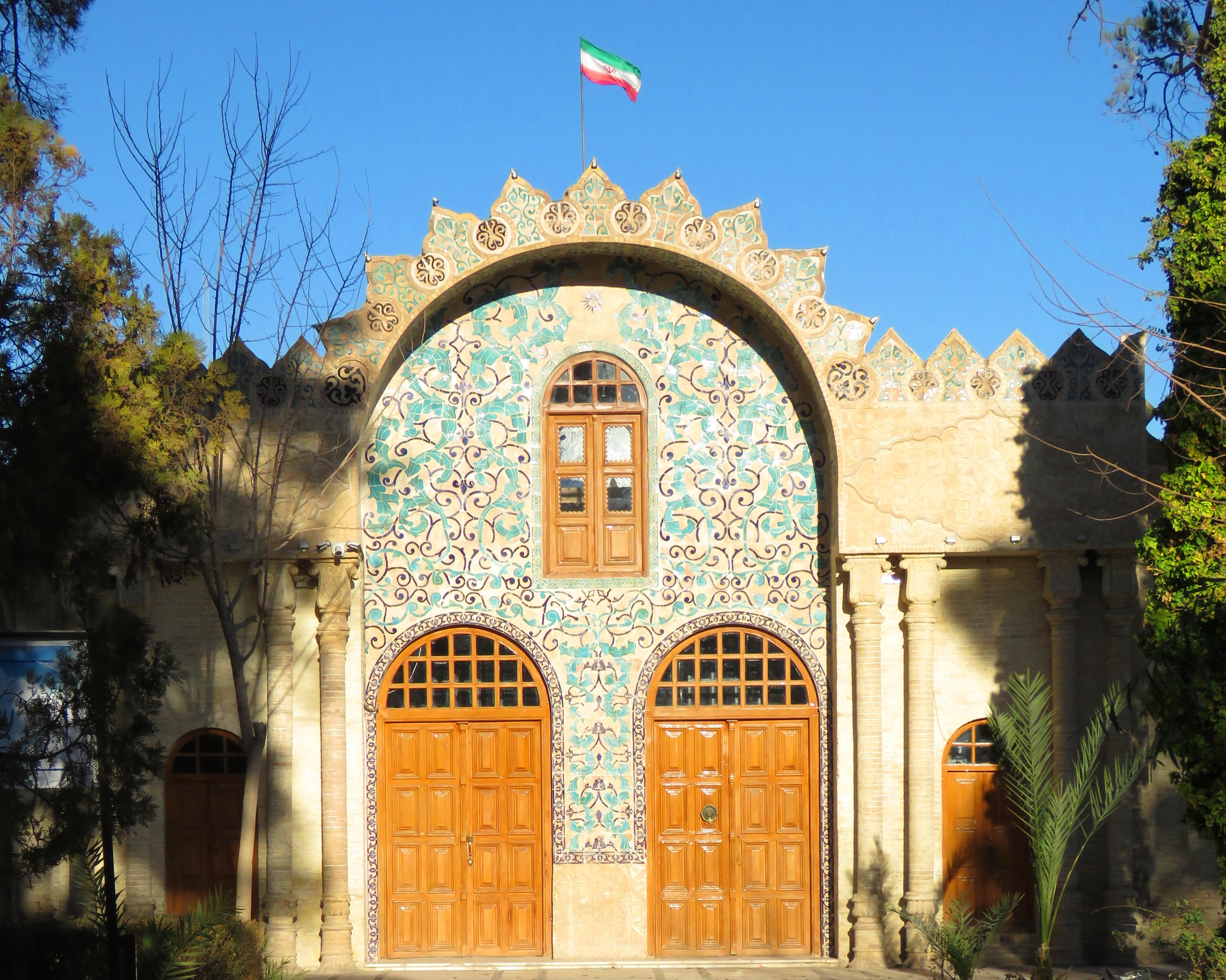
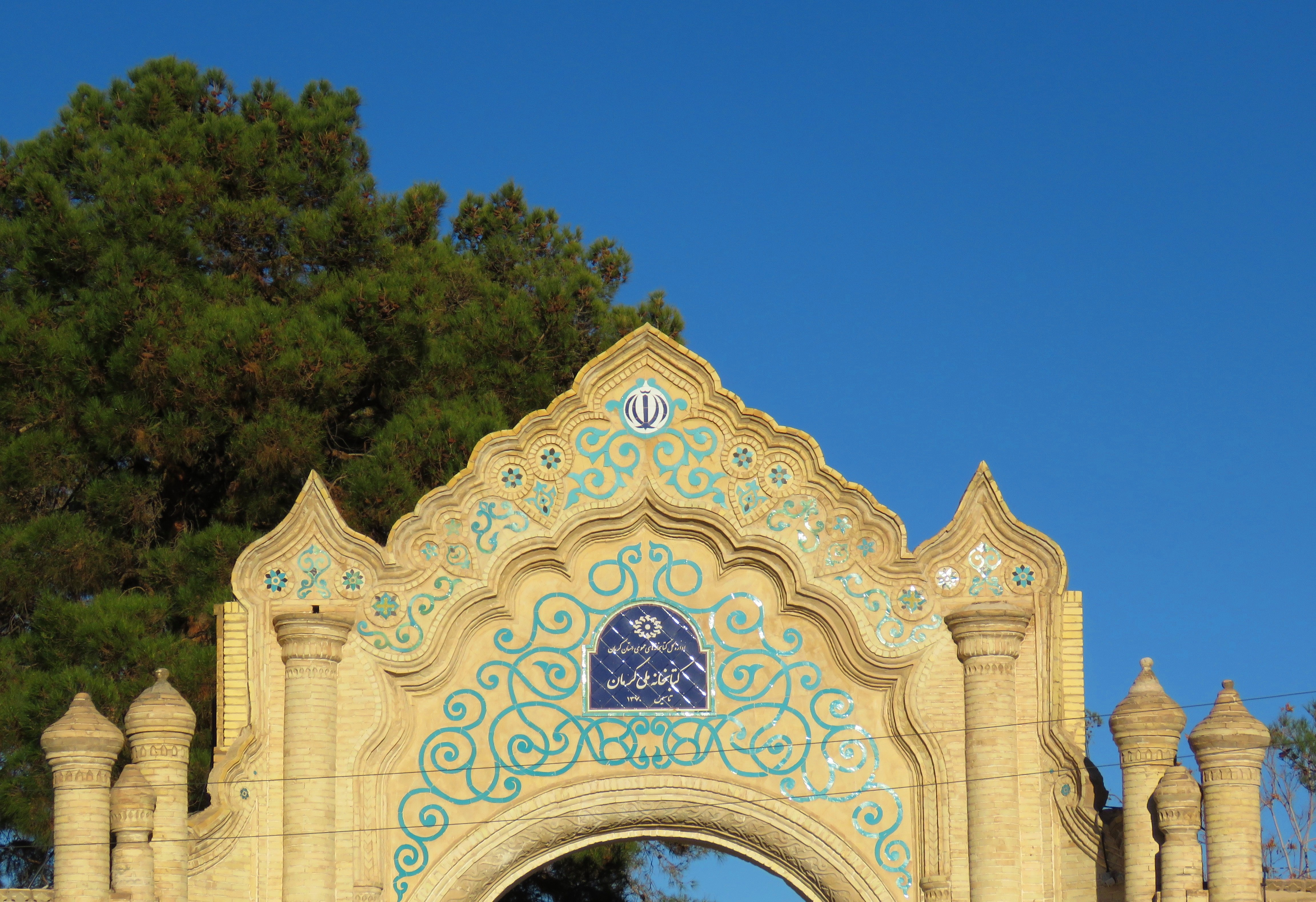
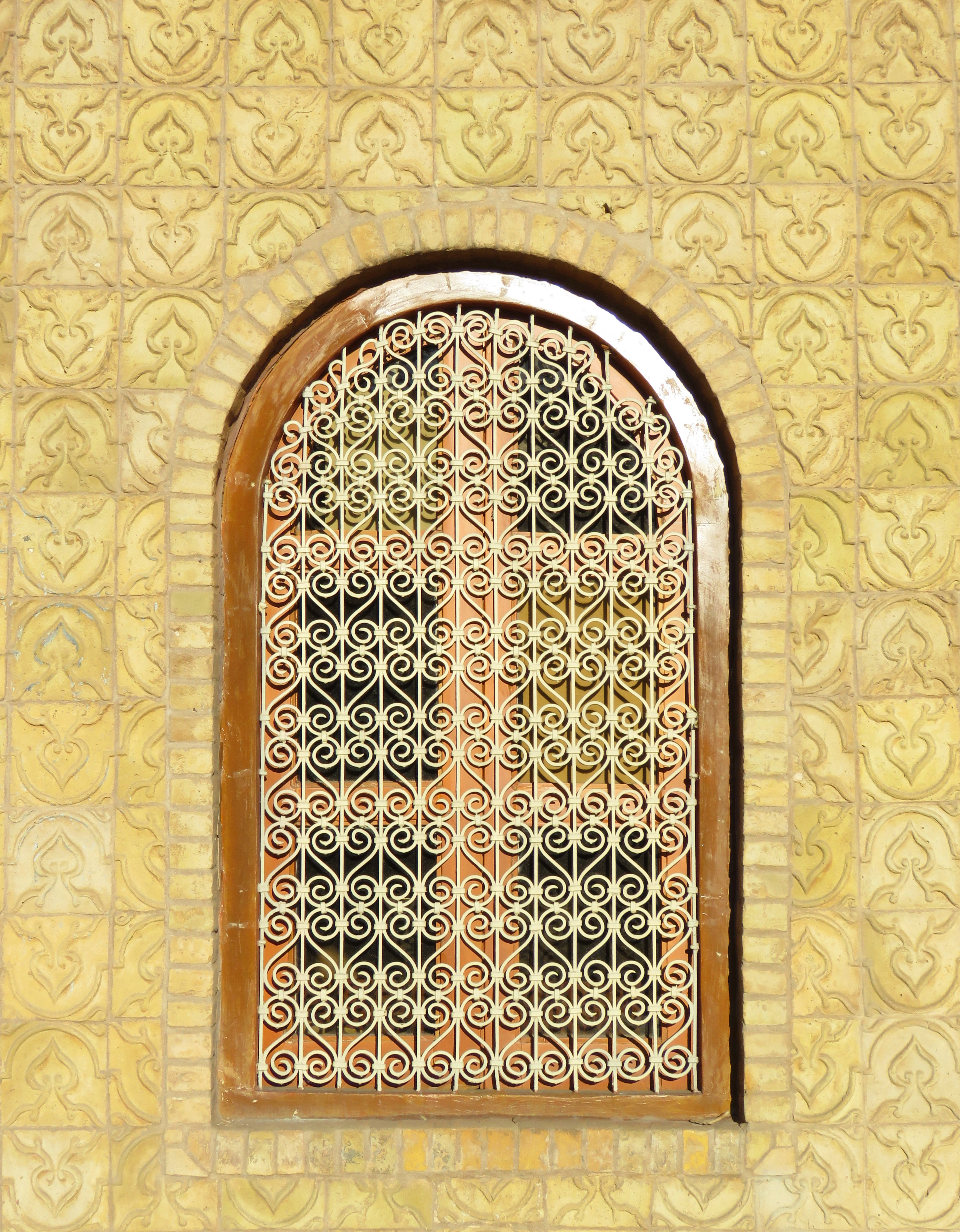
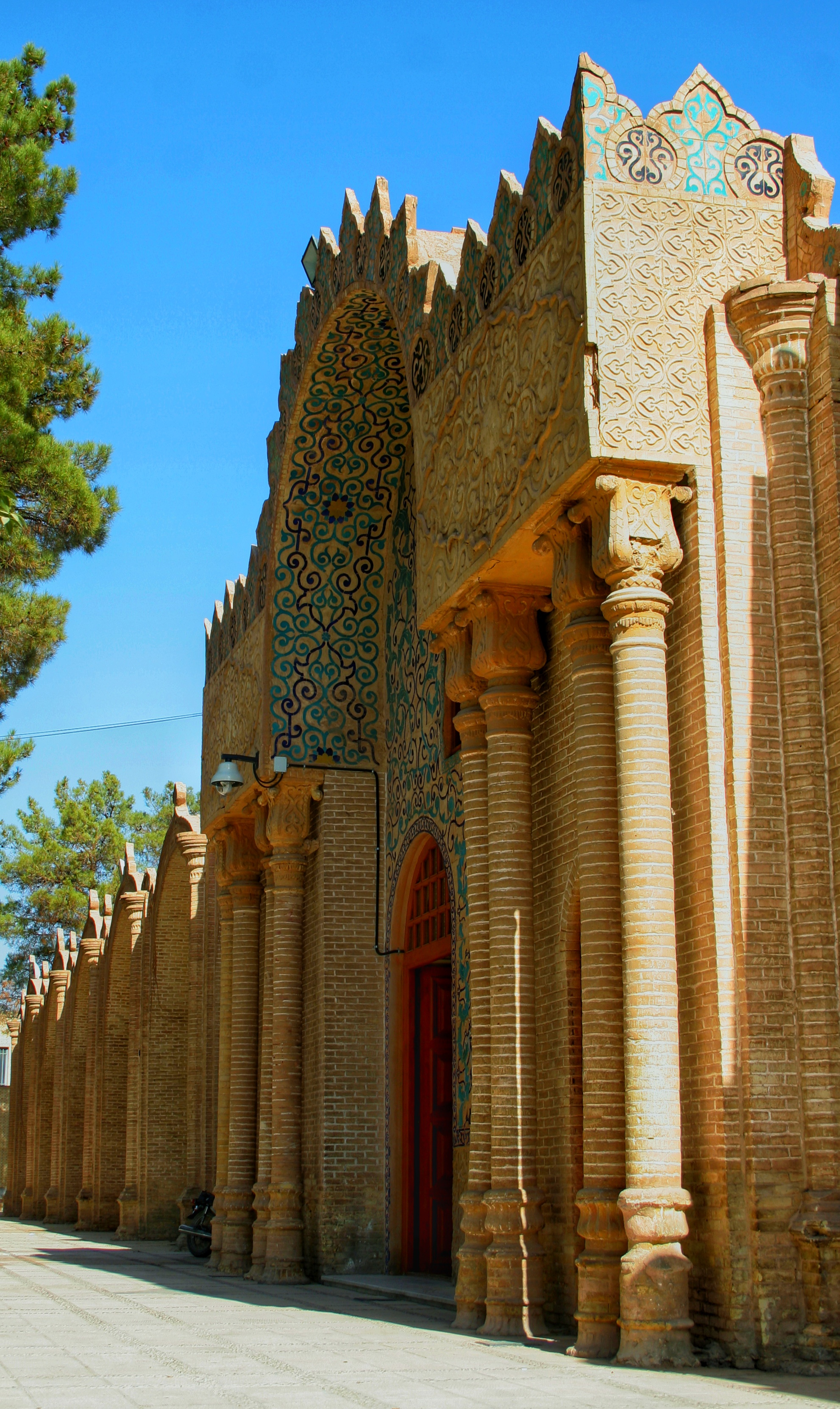
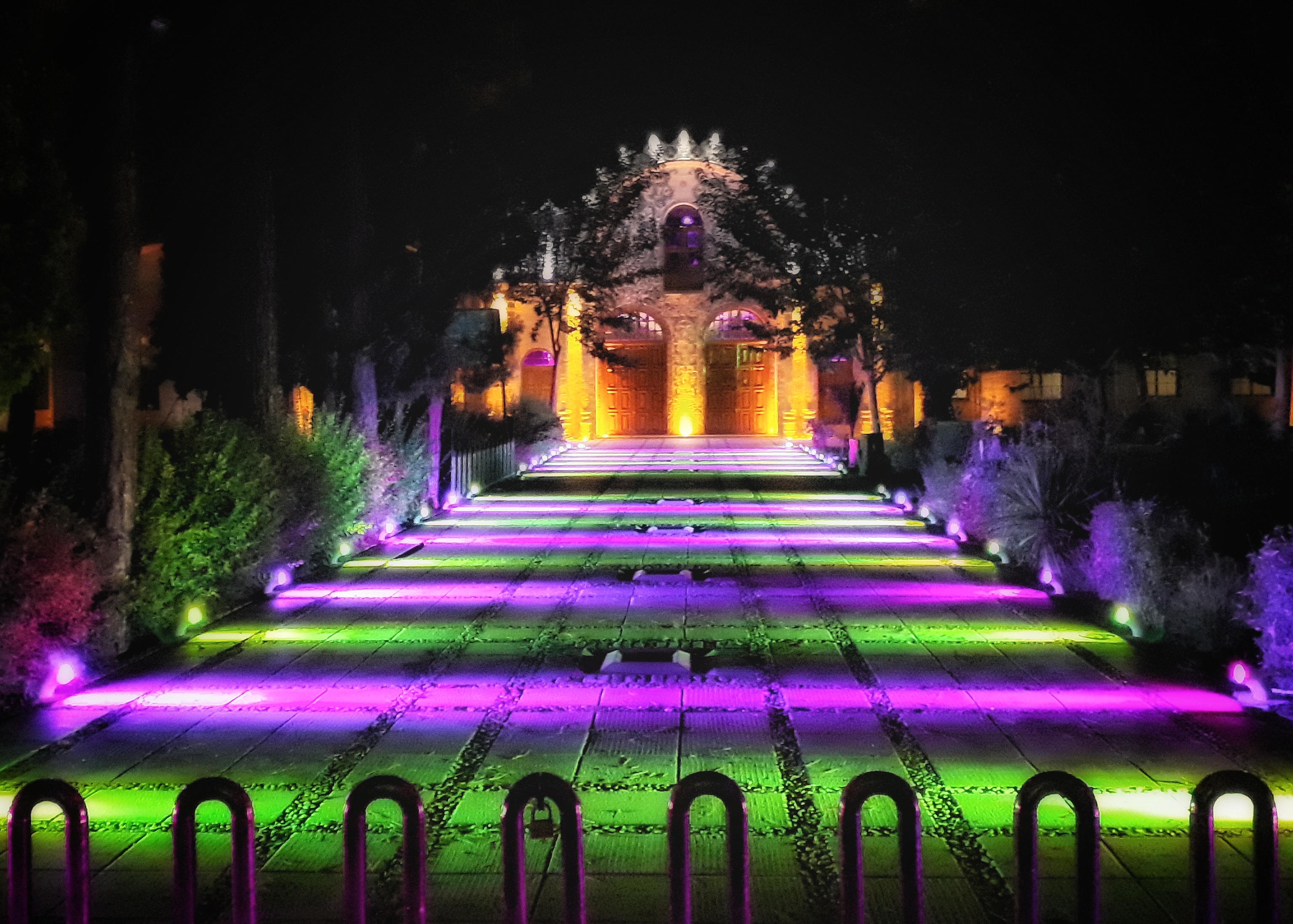
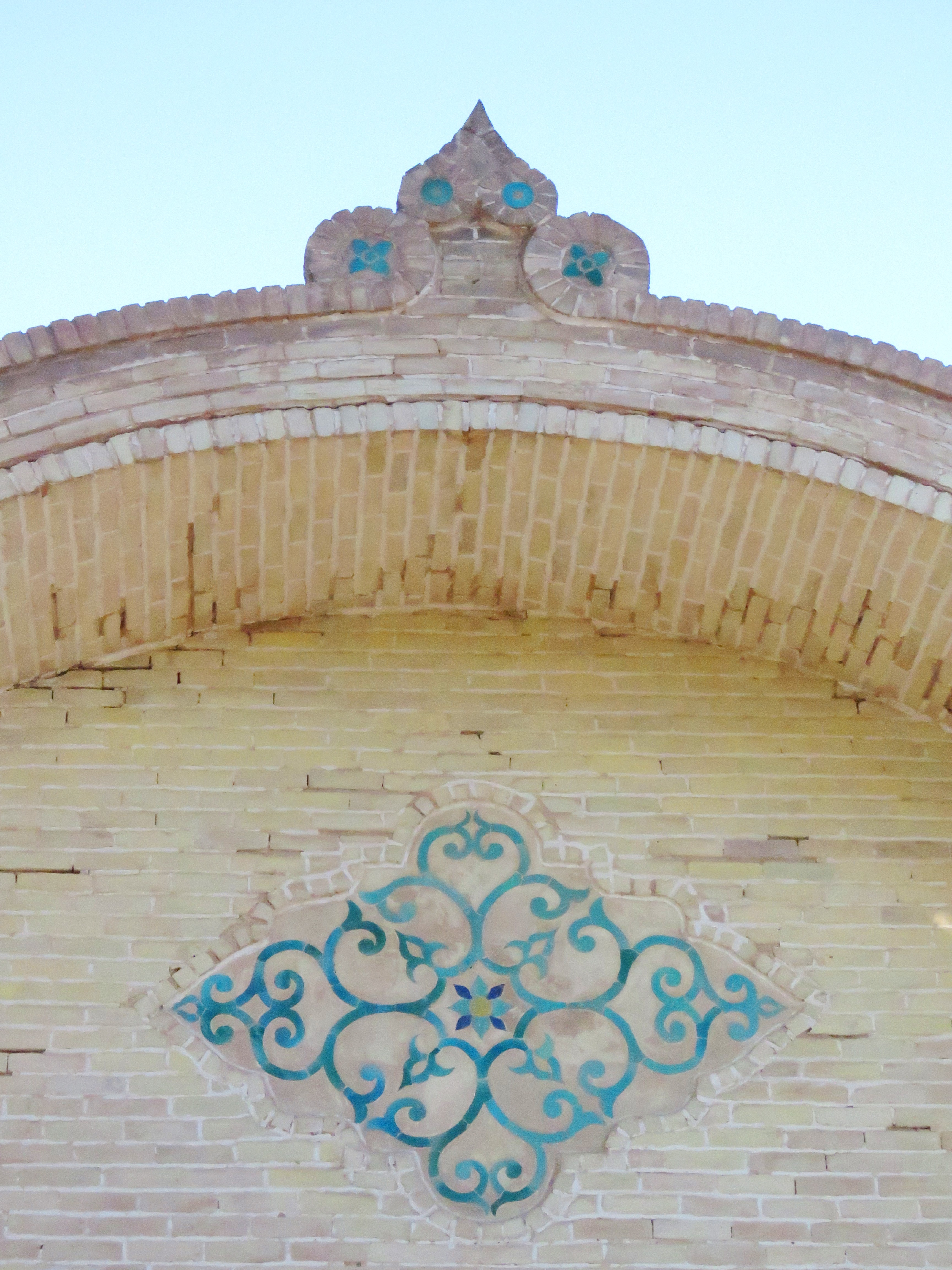
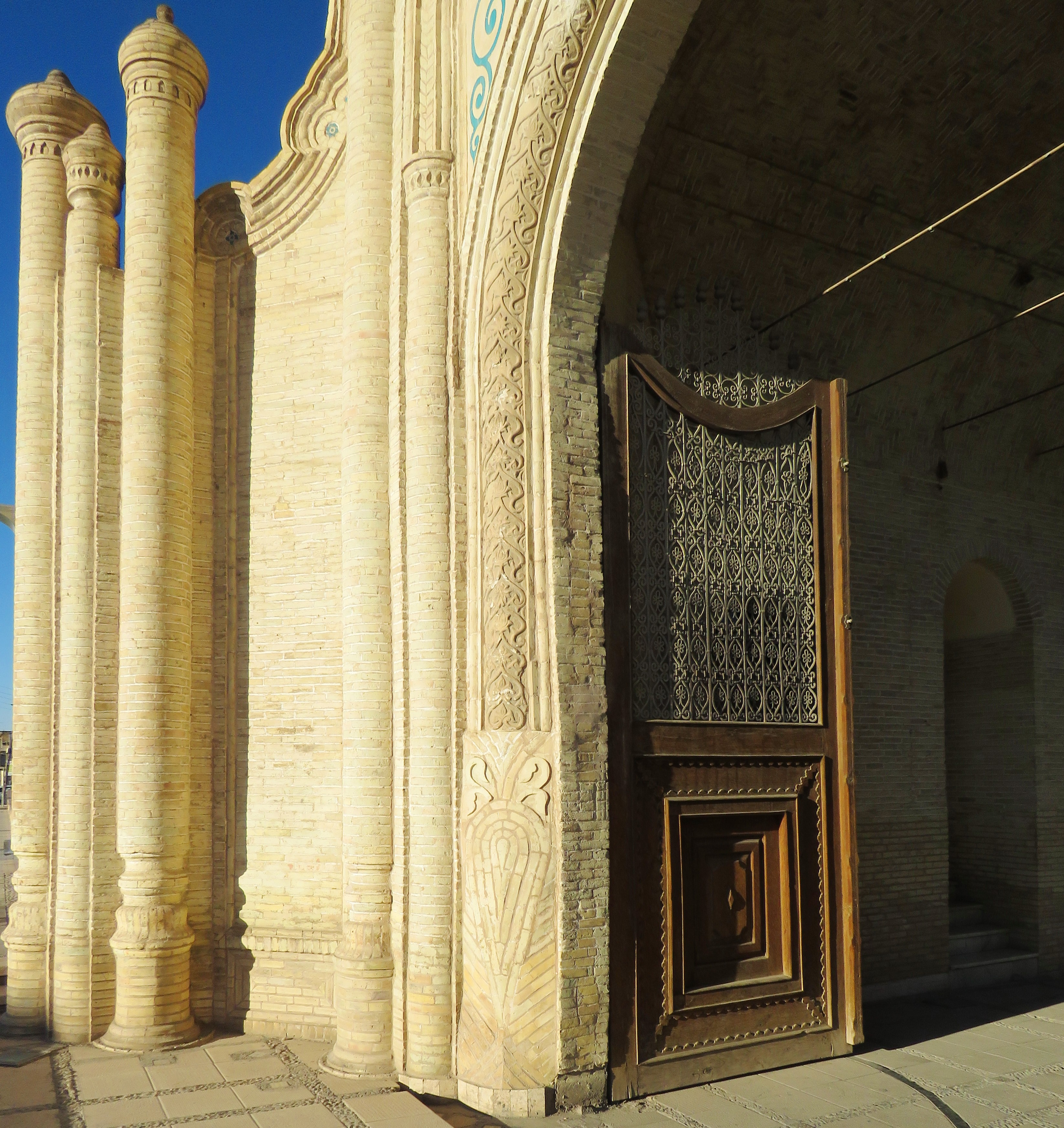
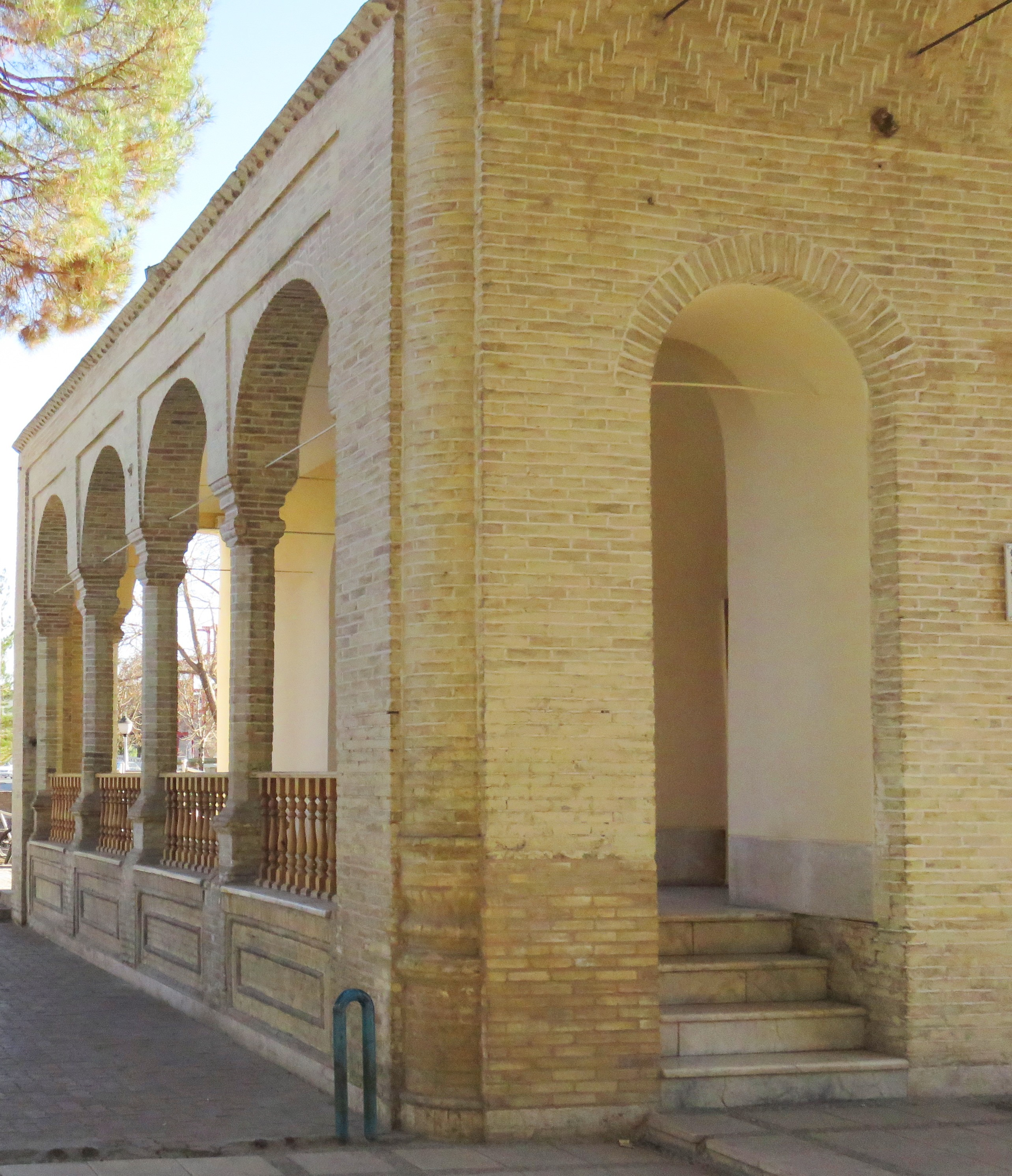
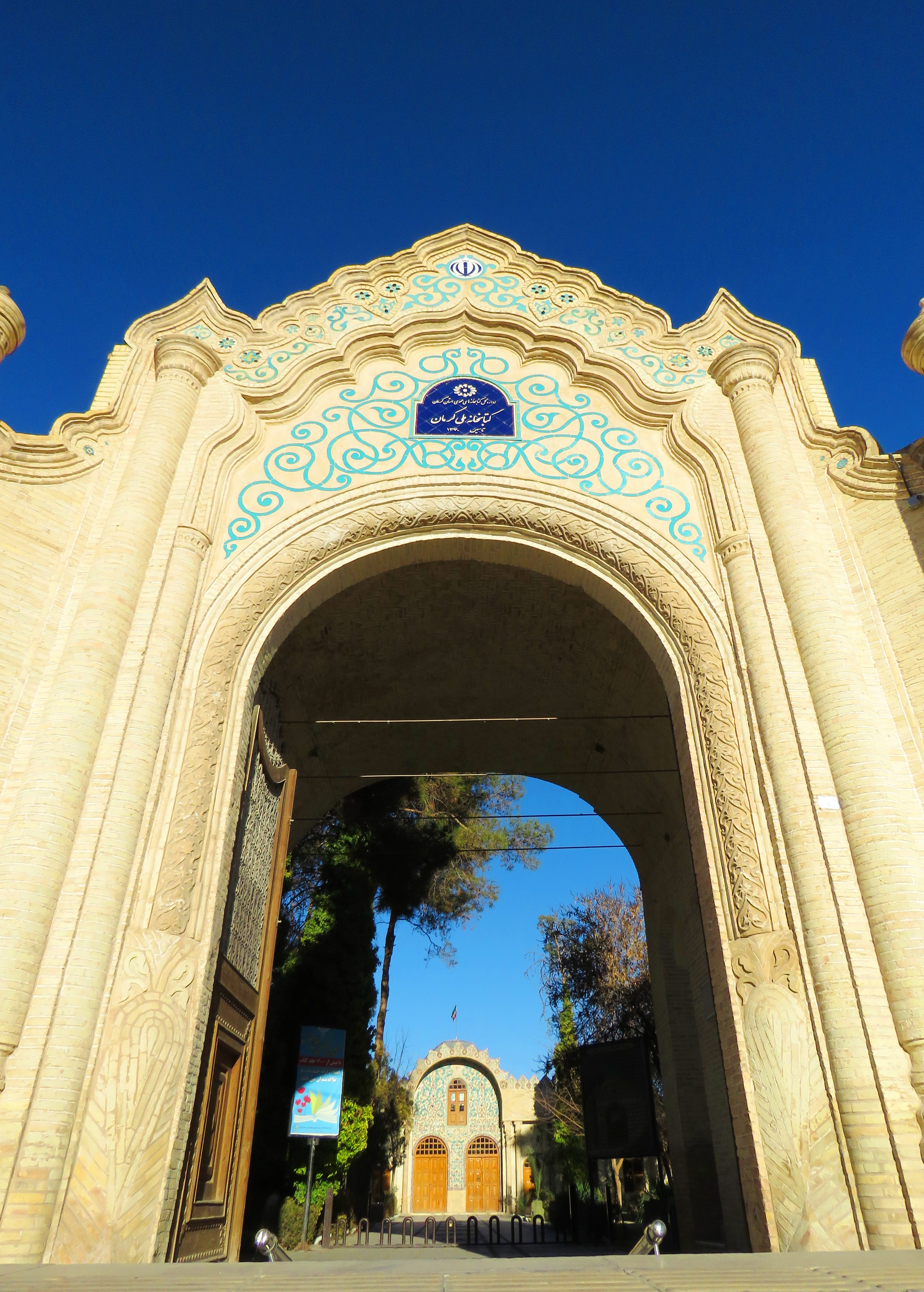
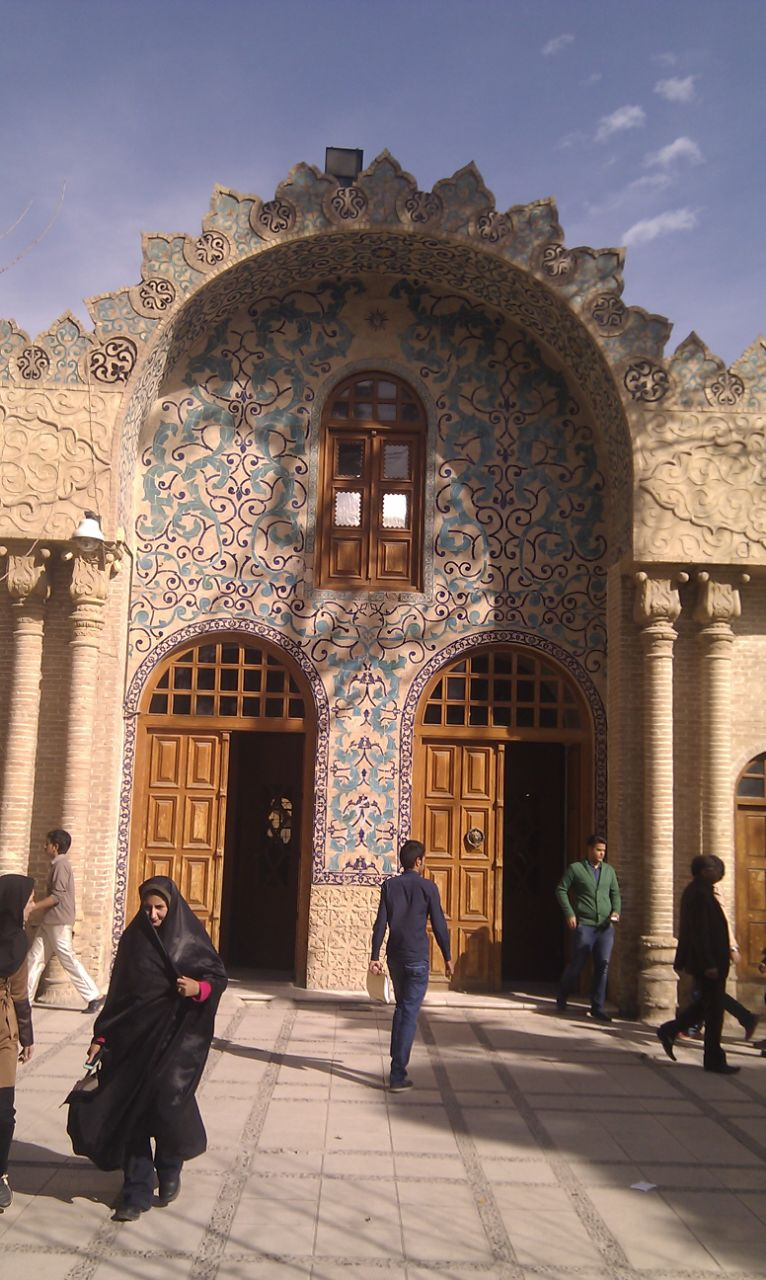
سردر کتابخانه
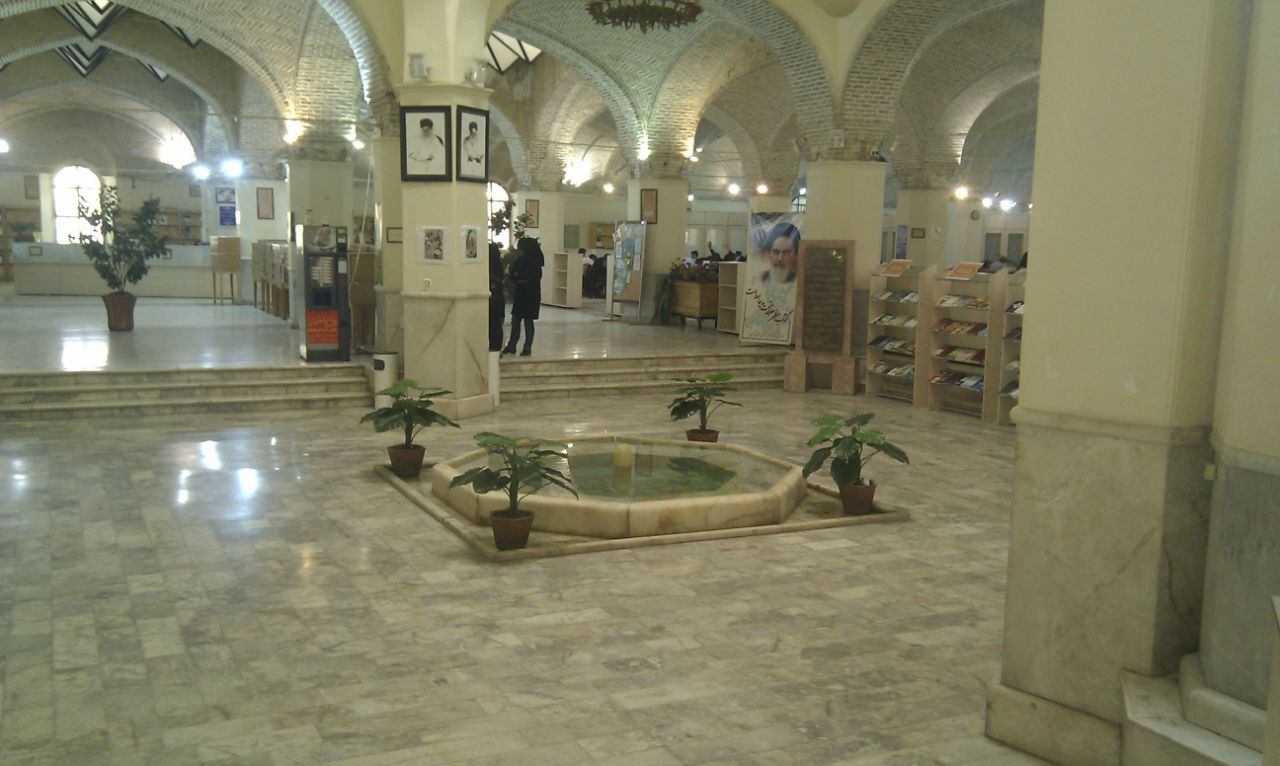
داخل کتابخانه
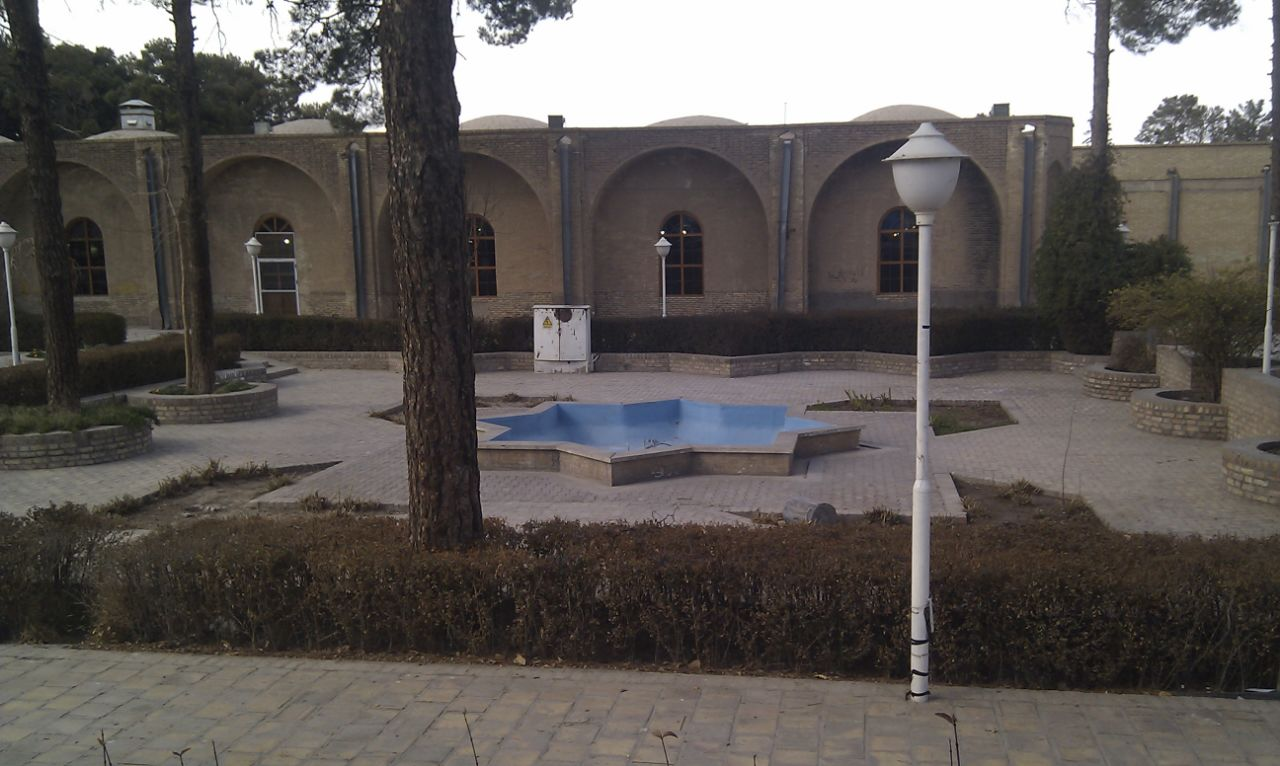
محوطه بیرون کتابخانه
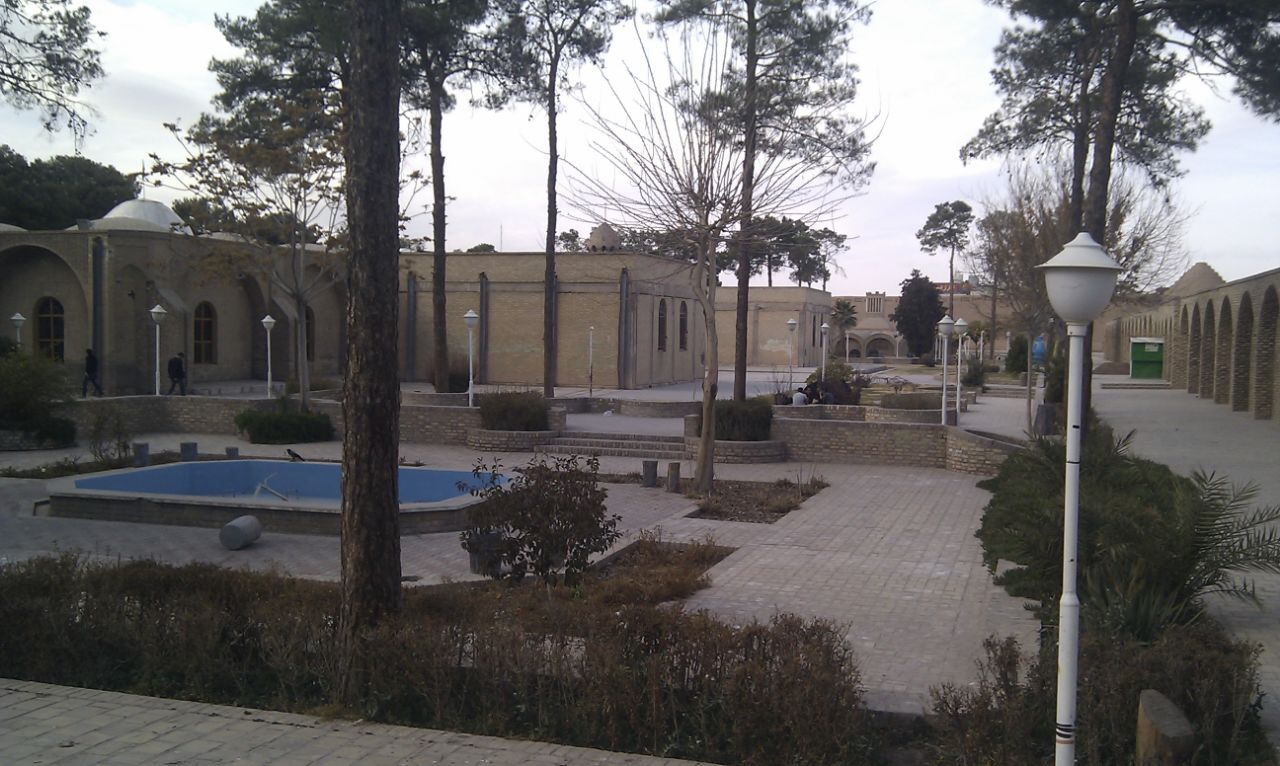
محوطه بیرون کتابخانه
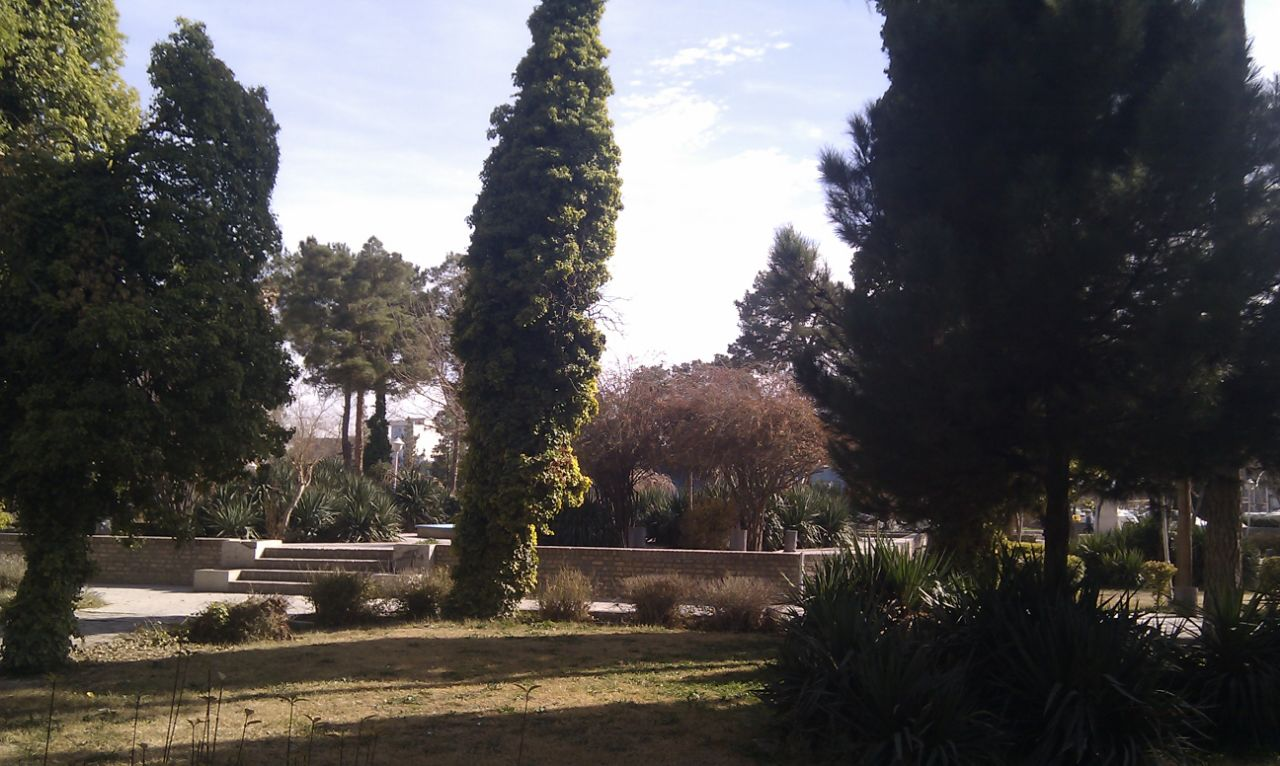
محوطه بیرون کتابخانه